# 에릭 윌시

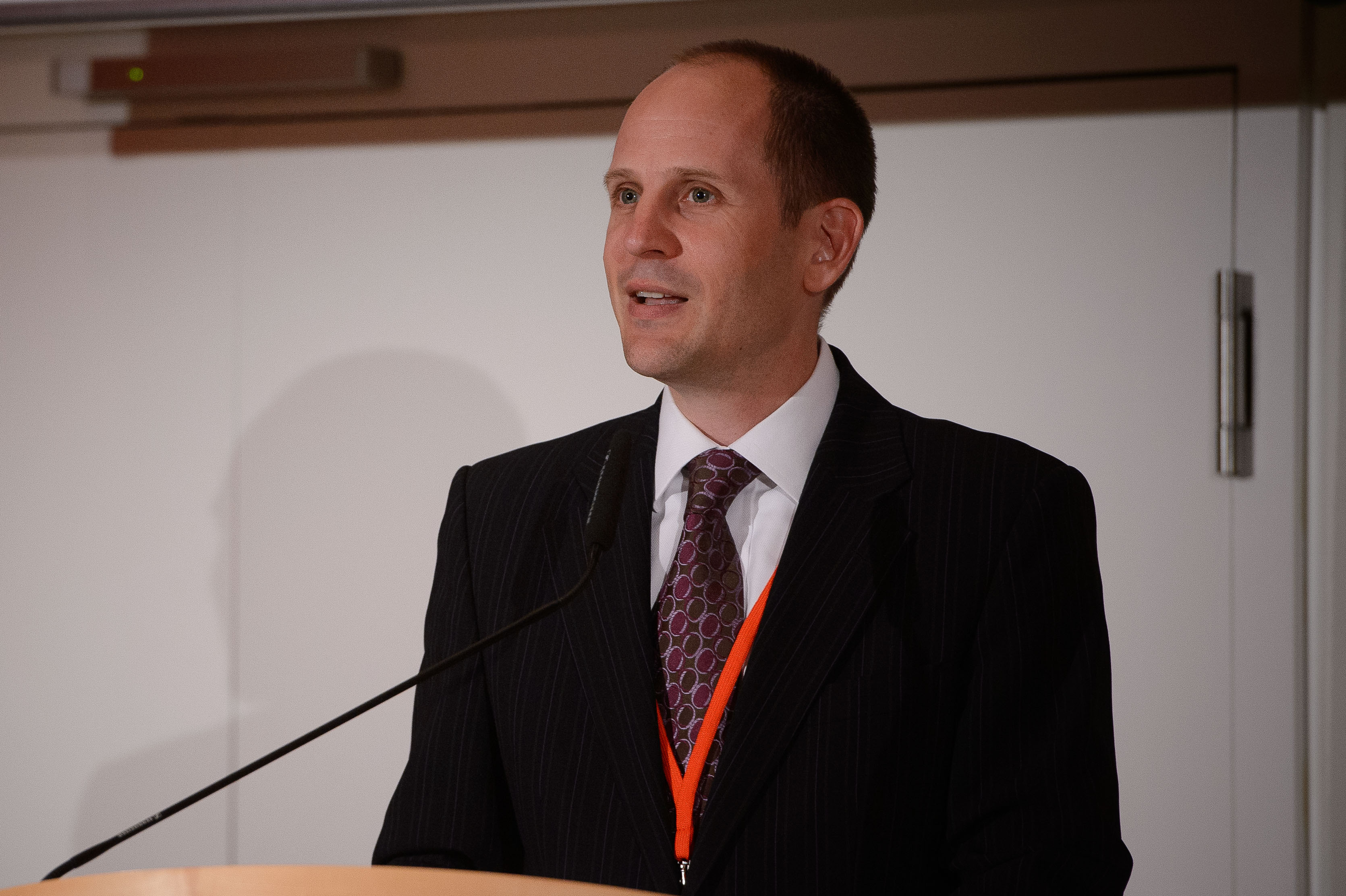

에릭 윌시(영어: Eric Walsh, 1972년 ~)는 캐나다의 외교관으로, 2015년 2월 12일에서 2018년 9월까지 주한캐나다 대사로 근무했다. 캐나다 토론토에서 어린 시절을 보냈으며, 몬트리올의 맥길대학교 졸업 이후, 터키, 루마니아, 스위스에서 캐나다의 외교관으로 근무하였다.